# On One
On One — дев'ятий студійний альбом американського репера Keak da Sneak, виданий у 2005 р. лейблом REX Recordings Inc. «The O» присвячено Окленду, рідному місту виконавця. У записі платівки взяли участь Yukmouth, Kurupt та The Delinquents.

## Список пісень
1. «The O» — 4:36
2. «Same O Thang» — 5:02
3. «Get Doe» — 3:58
4. «High Tonight» — 4:44
5. «Street Stars» — 4:08
6. «Playa Ass Nigga's» — 3:01
7. «Get It Started» — 4:39
8. «Soldierz» (з участю Yukmouth) — 6:23
9. «Like What» (з участю The Delinquents) — 4:14
10. «Fuck with These Hoe's» — 4:13
11. «Full Circle» (з участю Kurupt) — 4:32